# Charles Lefébure de Fourcy
Pour les articles homonymes, voir Lefébure de Fourcy, Lefébure et Fourcy.
 (septembre 2021).
Si vous disposez d'ouvrages ou d'articles de référence ou si vous connaissez des sites web de qualité traitant du thème abordé ici, merci de compléter l'article en donnant les références utiles à sa vérifiabilité et en les liant à la section « Notes et références ».
Charles Lefébure de Fourcy (1815-1904) est un ingénieur, hydrographe et militaire français, inspecteur général des ponts et chaussées et professeur de calcul différentiel et intégral à la faculté des sciences de Paris.

## Carrière
Sorti diplômé de l'École polytechnique en 1834, il devient ingénieur des ponts et chaussées.
Il sert comme officier d'artillerie puis du génie.
Il devient professeur de calcul différentiel et intégral à la faculté des sciences de Paris en 1838. 

## Publications
- Bassin de la Seine règlements et instructions concernant l'annonce des crues et l'étude du régime des rivières
- Manuel hydrologique du bassin de la Seine / par M. Albert de Préaudeau : sous la direction de M. Ch. Lefébure de Fourcy et de M. G. Lemoine, 1884
- Congrès international d'études du canal interocéanique : extrait du compte rendu
- Ponts et chaussées. Service hydrométrique du bassin de la Seine ... Résumé des observations centralisées par le service hydrométrique du bassin de la Seine pendant l'année 1880 [-1883], par M. de Préaudeau [et MM. Goupil et H. Heude] sous la direction de M. Lefébure de Fourcy ... et de M.G. Lemoine
- Tableau de classement des lignes du réseau complémentaire des chemins de fer d'intérêt général arrêté par le comité dans ses séances des 25, 26 et 27 avril 1878